# Pentti Saarman
Pentti Aarne Saarman (* 28. Juli 1941 in Vanaja, heute Teil von Hämeenlinna; † 23. Juni 2021) war ein finnischer Boxer.

## Werdegang
Pentti Saarman trat bei den Olympischen Sommerspielen 1972 in München im Halbweltergewicht an. In seinem Erstrundenkampf schied er gegen den Kubaner Andrés Molina aus. Zwei Jahre zuvor war er finnischer Meister geworden. Seine Nichten Niina Saarman-Bartholdi und Sanna Saarman sind Leichtathletinnen und ebenfalls nationale Meisterinnen.